# Antonio Marques Castro
Antonio Marques Castro – piłkarz urugwajski, napastnik.
Jako piłkarz klubu CA Peñarol był w kadrze reprezentacji Urugwaju podczas turnieju Copa América 1917, gdzie Urugwaj drugi raz z rzędu zdobył tytuł mistrza Ameryki Południowej. Marques Castro nie zagrał w żadnym meczu.
Castro w latach 1912–1916 rozegrał w reprezentacji Urugwaju 5 meczów.